# Emil Leeb
Emil Leeb, nemški general, * 17. junij 1881, † 8. september 1969.